# Ōgon Bat
Fantomas, o Guerreiro da Justiça ou Fantaman (em japonês:  黄金 バット , Sistema Hepburn: Ōgon Batto literalmente "Morcego Dourado"), é um super-herói japonês criado por Takeo Nagamatsu. Originalmente criado na década de 1930 para um kamishibai (teatro de papel), ao lado de outro personagem surgido em kamishibai no mesmo período, o Príncipe Gamma (em japonês:  ガンマ王子), é apontado como um dos precursores dos  super-heróis, antecedendo personagens como Superman (lançado em 1938) e Batman (lançado em 1939). O  herói já foi adaptado para diversos outros meios, como mangá, cinema e anime.

## Histórico

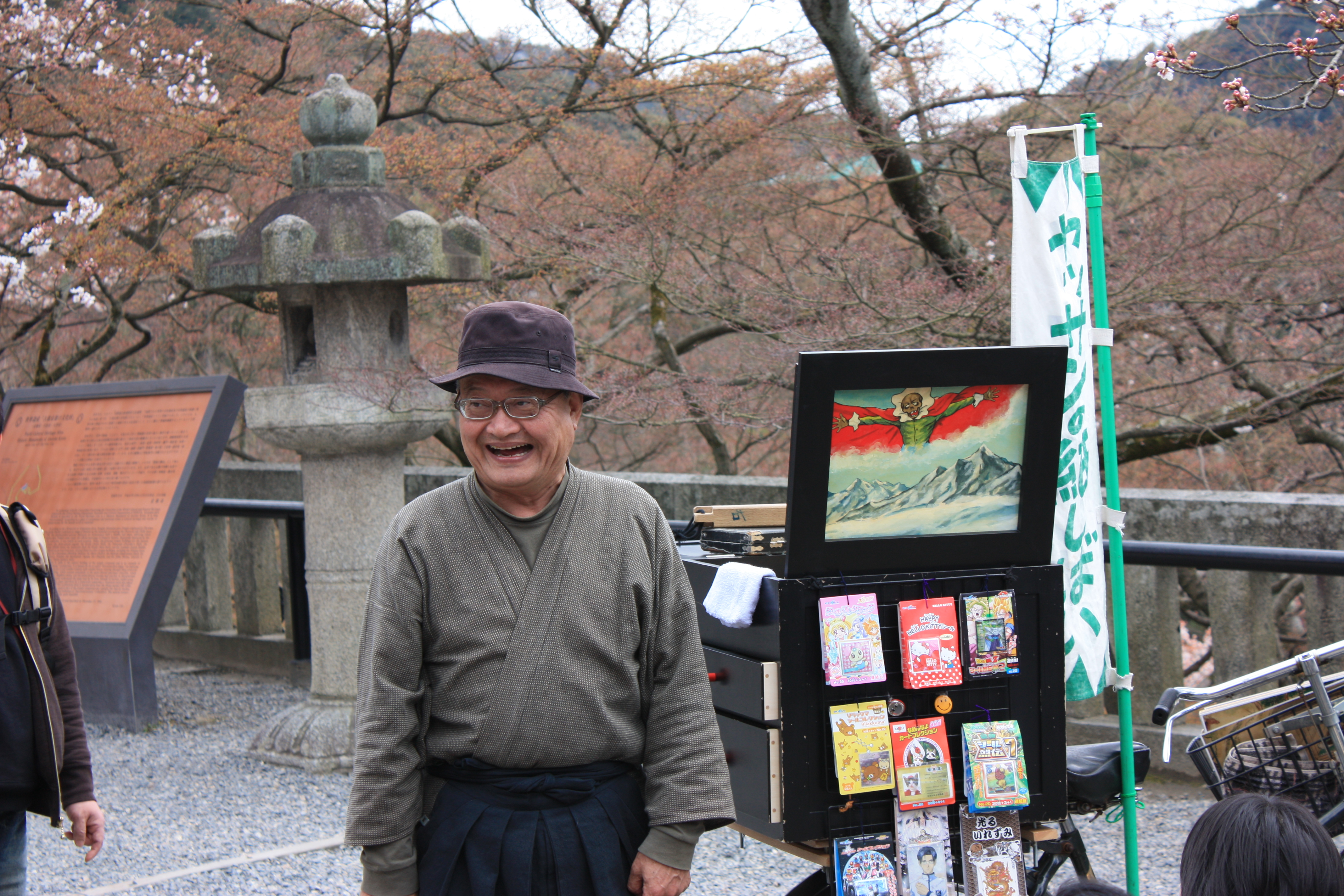
Exemplo de Kamishibai de Ōgon Batto

O personagem surgiu em 1930 em kamishibais, uma espécie de teatro, cujas histórias são contadas através de ilustrações, criado por Ichigo Suziki (escritor) e Takeo Nagamatsu (ilustrador).
O personagem foi adaptado para os mangás, um por Osamu Tezuka chamado Kaitō Ōgon Bat (literalmente "Fantástico Ladrão - Morcego Dourado") (1947) e outro um pelo próprio Takeo Nagamatsu em 1948, em 1966, foi adaptado para os cinemas no filme Ogon Bat produzido pela Toei Company e estrelado por Sonny Chiba.. 
Em 2000, o estúdio Anime International Company anunciou que estava produzindo um novo anime baseado no herói, porém o projeto foi cancelado.
Em novembro de 2022 foi anunciado um novo mangá ilustrado por Kazutoshi Yamane na revista Champion Red da Akita Shoten.

## Enredo
Dr. Miller, um famoso arqueólogo deseja encontrar o continente perdido de Atlântida, mas o robô mão gigante do Dr. Zero afunda seu navio, apenas sua filha, Marie, sobrevive ao naufrágio. Ela é  socorrida pelo Dr. Steel e pelo filho Terry em seu super carro, uma espécie de disco voador. Durante a viagem o supercarro necessita de água potável para seus motores, O Dr. Steel e Marie pousam em uma ilha que descobrem tratar-se da lendária Atlântida, agora de volta à superfície devido a uma explosão vulcânica.
Ao desembarcarem são atacados pela mão gigante. Em sua fuga, encontram acidentalmente a tumba do imperador Ogon Bat. Após decifrarem os hieróglifos, que dizem que a cada 10 mil anos, um grande mal ameaçará a Terra, e somente o guerreiro que está no esquife pode vencê-lo, Marie derrama água por sobre o esqueleto do sarcófago trazendo Fantomas de volta a vida. Fantomas destrói a mão robo gigante e salva Steel e Marie.
Marie e o Dr. Steel se tornam protegidos de Fantomas e, quando necessário, Marie invoca o morceguinho dourado que se torna uma tatuagem no braço de Fantomas.
Entre seus superpoderes, Fantomas é constituído de um metal indestrutível, possui super velocidade e super força. Além disso, pode controlar tempestades, criar terremotos, voar e até viajar por outras dimensões.

## Inimigos
Nos episódios da série, Fantômas enfrente: O Gato Preto, O Vampiro, as Crianças Newton, o Máscara Negra e o Dr. Morte entre outros. Seu inimigo Dr. Zero não tem pernas e usa uma plataforma flutuante para se mover, sempre está vestido de preto, possui uma garra no lugar da mão esquerda, e uma carapuça de quatro olhos de cores diferentes que disparam raios multicoloridos.

## Anime
Em 1967, ganhou uma versão em anime foi dirigida por Noburu Ishiguro, e exibida no Japão entre 1967 e 1968 e, no Brasil, entre 1973 e 1984 pela TV Record. Tendo duas dublagens, a primeira chamada Fantomas e a segunda Phantaman, exibida no final dos 70 e começo dos 80.

### Dubladores
A versão original em japonês foi dublada por:
- Osamu Kobayashi: Ōgon Batto (Fantomas)
- Ichirô Murakoshi: Dr. Yamatone (Dr. Steel)
- Kazue Takahashi: Takeru Yamatone (Terry)
- Kazuya Tatekabe: Daleo
- Kenji Utsumi: Mazo (Dr. Morte)
- Minori Matsushima: Marie (Mary)
- Ushio Shima: Nazo (Dr. Zero)
- Yuzuru Fujimoto: Narrador

### Final da série
O maior rival de Fantomas é um ser que está diretamente ligado à sua existência: O satânico Dr. Morte, que também revive nos tempos modernos para uma revanche, quando dentro da Torre Zero, Fantomas enfrenta o último dos monstros e é surpreendido pelo retorno do D Morte. Ambos vão para a quarta dimensão, um local de onde os mortos jamais podem retornar e as cinzas de Dr. Morte se dispersam em um furacão. No difícil duelo, Fantomas mata seu rival e, assim, parte para descansar até que seus poderes sejam novamente úteis para a humanidade.

### Episódios
A série teve um total de 52 episódios
1. Fantomas, o Guerreiro da Justiça
2. Terror no Gelo
3. A Invasão do Dr. Zero
4. Robô Gigante
5. Plantas Carnívoras
6. Os Melões Misteriosos
7. Mistério Africano
8. Fantasmagórico
9. O Verme Dourado
10. A Garrafa Mágica
11. O Tesouro Egípcio
12. Os Cogumelos
13. A Mulher da Neve
14. O Gato Preto
15. O Disco Voador
16. Sansão, O Robô
17. O Monstro Galgar
18. Titã, O Terrível
19. Dr. Morte
20. A Pérola Mágica
21. A Chama Azul
22. A Pedra do Dragão
23. Máscara Negra
24. Pérola Atômica
25. A Invasão dos Robôs
26. O Raio da Morte
27. A Armadilha
28. A Mulher Fantasma
29. Morcego Espacial
30. Robôs Olímpicos
31. O Castelo
32. O Deus de Atibari
33. O Monstro Invisível
34. Mãos da Morte
35. O Monstro de Fogo
36. A Fábrica de Vulcões
37. O Monstro Marinho
38. A Ilha do Terror
39. A Selva da Morte
40. A Nuvem Amaldiçoada
41. Diamante Mortal
42. A Bruxa
43. O Ciclope
44. O Homem Leão
45. O Treinador de Monstros
46. A Bruxa e o Monstro
47. A Emboscada
48. A Sociedade dos Assassinos
49. O Vampiro
50. O Circo
51. A Volta do Dr. Morte
52. O Fim do Dr. Zero

## Filme
Um filme live-action de Ōgon Bat foi lançada nos cinemas pela Toei no Japão em 21 de dezembro de 1966, estrelando Sonny Chiba como Dr. Yamatone (ヤマトネ博士, Yamatone Hakase).

### Enredo
Quando o jovem Akira Kazahaya avista o planeta rebelde Ícaro em rota de colisão com a Terra, ele é recrutado pelo Capitão Yamatone para o Pearl Research Institute nos Alpes Japoneses, secretamente uma organização da ONU que protege a Terra, que está em busca do componente final para completar. Canhão de feixe de super destruição do Dr. Pearl para destruir Ícaro. Quando a unidade do Capitão Yamatone, junto com Akira e a neta de Pearl, Emily, procuram o material para as lentes em uma ilha misteriosa que eles logo percebem ser Atlântida, eles são atacados pelas forças do mal do Governante do Universo Nazō (ナゾー) em um exercício. Em forma de nave-torre, que foi quem enviou Ícaro em direção à Terra, e forçar Yamatone a recuar para uma tumba antiga segurando um sarcófago com uma profecia de que depois de 10.000 anos, uma crise inevitavelmente virá e despertará aquele que está dentro para combatê-la. Assim que os homens de Nazō invadem e tentam cercar o pessoal do instituto, Emily coloca água no peito de Ogon Bat e o revive. Rindo, Ogon Bat avalia a situação, derrota os alienígenas atacantes e manda um morcego para Emily, que se transforma em um alfinete, permitindo que ela o chame quando houver perigo. Ogon Bat então luta contra a torre de Nazō, permitindo que Yamatone e o pessoal do instituto retornem com as lentes.
Implacável, Nazō reúne seus três principais agentes, Viper, Piranha e Jackal, que ele envia para se infiltrar no Instituto e recuperar as lentes e o canhão de feixe usando suas próprias habilidades únicas. Nazō captura com sucesso Dr. Pearl, Emily e o Super Destruction Beam, mas fica frustrado pela incapacidade de seus asseclas de encontrar as lentes e pela resistência do Dr. deveriam ganhar a arma, até que ele percebe que Yamatone deu a lente para Ogon Bat, e Nazō engana Emily para chamá-lo, resultando em uma batalha climática com o destino da Terra em jogo.

### Elenco
- Sonny Chiba como Dr. Yamatone (ヤマトネ博士, Yamatone Hakase)
- Wataru Yamakawa como Akira Kazahaya
- Hisako Tsukuba como Naomi Akiyama
- Emiri Takami como Emily Beard
- Andrew Hughes como Dr. Parl
- Hirohisa Nakada como agente Shimizu
- Kōsaku Okano como agente Nakamura
- Kouji Sekiyama como Nazō
- Youichi Numada como Keroido / Viper
- Keiko Kuni como Perania / Piranha
- Keiichi Kitakawa como Jackal
- Yukio Aoshima como policia

## Jogos
Ōgon Bat é um personagem jogável no jogo de tabuleiro Unmatched Adventures: Tales to Amaze (2023).